# 3 (Fleurs du Mal)
3 è il terzo album in studio del gruppo musicale italiano Fleurs du Mal, pubblicato nel 1995.

## Il disco
L'album, pubblicato dall'etichetta indipendente Toast Records, è stato registrato a Torino nello studio MiniRec con il fonico Gigi Guerrieri nel corso del mese di agosto 1994.
Contiene 10 brani originali, di cui sette in italiano e tre in inglese.

## Tracce
Testi e musiche di Fleurs du Mal.
1. Fuoco – 3:00
2. C'è chi vive il blues – 4:35
3. Fly Above – 3:55
4. Train – 3:40
5. Vita di strada (feat. Teresio Lanucara - Cori) – 4:08
6. Love Revolution – 4:18
7. Ribelli nel mondo – 4:37
8. One Day – 3:12
9. Stelle infinite (feat. Luca Dominici - Pedal Steel) – 2:36
10. Ruota – 3:45

Durata totale: 37:46

## Formazione

### Gruppo
- Stefano Iguana - voce, chitarra elettrica e acustica, slide guitar, armonica, organo su Stelle Infinite
- Euro Bennati - batteria, congas su Train e One Day
- Maurizio Marcotulli - basso
- Graziella Olivieri - cori, percussioni, sax tenore

### Altri musicisti
- Luca Dominici - pedal steel su Stelle infinite
- Teresio Lanucara & amici - cori su Vita di strada